# Оструожки
Оструожки (словац. Ostrôžky), горный массив в южной Словакии, часть Словацкого Стредогорья. Наивысшая точка - гора Лысец, 716 м у Праги.

## Достопримечательности
- Галичский замок